# Lunca (okręg Ardżesz)
Lunca – wieś w Rumunii, w okręgu Ardżesz, w gminie Boteni. W 2011 roku liczyła 544 mieszkańców.